# Appunti di viaggio
Appunti di viaggio è il quinto album del cantautore Paolo Conte.

## Descrizione

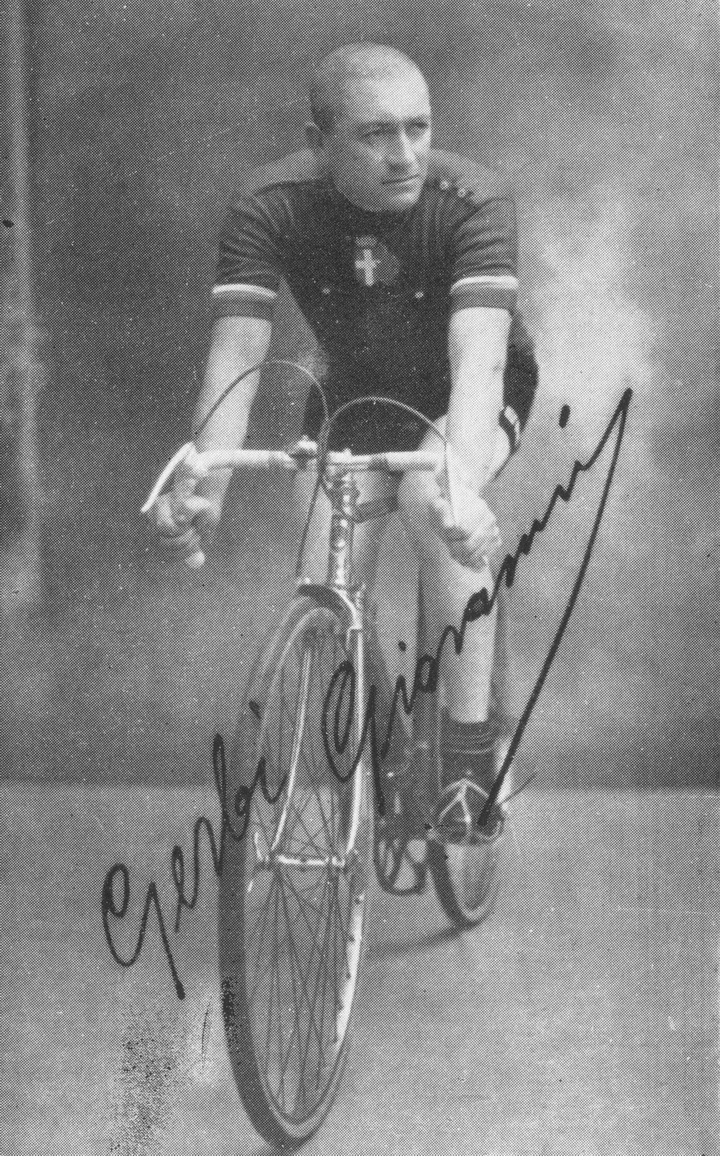
Giovanni Gerbi, Diavolo rosso

Prodotto nuovamente da Italo "Lilli" Greco, il disco che segue Paris milonga è intitolato Appunti di viaggio, con un titolo quindi che non è legato ad una canzone in particolare ma che descrive bene quello che è il contenuto dei testi del disco, con descrizioni di luoghi e personaggi che sono abbozzi: ciò si nota in maniera particolare in "Hemingway", che in pochissime parole descrive lo scrittore statunitense all'Harry's bar di Venezia per poi lasciare spazio ad una lunga coda strumentale.
Oltre a questo brano, sono particolarmente rilevanti "Dancing", che sviluppa "Boogie" del disco precedente (nuovamente vi è la descrizione di una sala da ballo), "Lo zio" (che nel disco cita, tra gli altri, Duke Ellington grande boxeur) e "Diavolo rosso", che è la sua seconda canzone, dopo "Bartali", dedicata ad un ciclista: in questo caso a Giovanni Gerbi, il grande ciclista astigiano che era appunto soprannominato Diavolo rosso.
Gli arrangiamenti delle canzoni sono curati da Tommaso Vittorini; musicalmente Appunti di viaggio è considerato uno dei dischi migliori del cantautore, dove il suo stile che lega il jazz al pianoforte e al Sudamerica trova un punto di equilibrio tale da essere apprezzato anche all'estero (non soltanto in Francia, ma anche nei Paesi Bassi ed in Germania).
L'album è registrato allo Studio T2 di Bologna, ed il tecnico del suono è Giancarlo Trombetti; tra i musicisti del disco sono da ricordare Jimmy Villotti ed il batterista degli Stadio, Giovanni Pezzoli.
Nella copertina vi è il disegno di una bussola, opera di Roberta De Tuddo, mentre nella camicia interna vi è un disegno dello stesso Conte.
Le canzoni sono tutte scritte da Paolo Conte e pubblicate dalle edizioni musicali RCA Musica.

## Tracce
LATO A
1. Fuga all'inglese - 4:07
2. Dancing - 4:07
3. Gioco d'azzardo - 4:10
4. Lo zio - 4:11

LATO B
1. Hemingway - 3:56
2. Diavolo rosso - 3:47
3. La frase - 3:54
4. Nord - 7:07

## Formazione
- Paolo Conte – voce, pianoforte, sintetizzatore, kazoo
- Jimmy Villotti – chitarra
- Dino Palella – batteria
- Tiziano Barbieri – basso
- Tommaso Vittorini – pianoforte, sintetizzatore, sassofono tenore, sassofono soprano, sassofono baritono
- Giovanni Pezzoli – batteria (in Gioco d'azzardo e Lo zio)
- Franco Trombetti – batteria (in Nord e Diavolo rosso)